# Battaglia di Gemmano
La battaglia di Gemmano si svolse durante la seconda guerra mondiale tra il 4 settembre e il 15 settembre del 1944 presso la località omonima, non lontano da Rimini, nel tentativo alleato di sfondare la Linea Gotica.
Durante questa battaglia, sviluppatasi in una serie di quattro attacchi dei britannici contro le postazioni tedesche, il paese di Gemmano venne occupato durante il secondo attacco del 9 settembre, mentre le altre due azioni successive portarono alla ritirata delle rimanenti forze del centesimo Reggimento alpino austriaco nella zona.
Nonostante la sua brevità, per la sua cruenza viene ricordata da molti storici come la "Cassino dell'Adriatico". Alla fine degli scontri, si contarono più di 900 cadaveri solo nella parte più alta della collina, dove avvennero le fasi più concitate dello scontro.

## Eventi

### Tattica e strategia
Nell'ambito dell'Operazione Olive, l'obiettivo dell'Ottava Armata britannica sulla costa adriatica era quello di rompere le difese Tedesche ed entrare nella Pianura Padana. La Quinta Armata degli Stati Uniti avrebbe poi proseguito con un attacco a nord di Firenze, completando la sconfitta tedesca.
Il primo assalto, così come i successivi dieci, si sarebbero rivelati inutili per gli Alleati. L'assalto finale portato avanti dalla 4ª divisione di fanteria indiana, dopo pesanti bombardamenti, si sarebbe rivelato vincente nella cattura e nella messa al sicuro di tutte le posizioni tedesche a Gemmano.

### Prima ricognizione di Gemmano
Due giorni prima del primo attacco del 4 settembre, un battaglione britannico inviò un plotone di 30 uomini per determinare le dimensioni e la forza delle difese tedesche. Gli inglesi commisero uno sfortunato errore, sottovalutando le dimensioni delle forze tedesche come un solo battaglione.
La dimensione effettiva delle forze tedesche era di circa tre battaglioni o 4500 uomini del 100° Gebirgsjager che sorvegliavano le posizioni alleate. Gli Alleati lasciarono solo un battaglione per combattere la battaglia di Gemmano a causa della loro errata stima delle forze tedesche.
Questi battaglioni tedeschi erano costituiti anche da armi antiaeree, che potevano essere utilizzate anche come artiglieria sulla fanteria alleata e sui veicoli corazzati che avanzavano.

### Condizioni generali
Contemporaneamente ai numerosi attacchi al borgo di Gemmano, le forti piogge ostacolarono anche l'avanzata degli Alleati. Queste forti piogge hanno causato il crollo delle strade, lo straripamento dei fiumi e la formazione di fango, il che ha reso difficili gli spostamenti e i trasporti. I pendii delle montagne diventavano scivolosi e scivolosi e consentivano il verificarsi di malfunzionamenti delle armi.